# Myotis hermani
Myotis hermani är en fladdermus i familjen läderlappar som förekommer i Sydostasien och som är känd från tre individer.
Arten är bara känd från ön Pulau Weh norr om Sumatra i Indonesien, från delstaten Perak i norra Malaysia samt från provinsen Songkhla i södra Thailand. Habitatet utgörs i Thailand av brukade skogar i kulliga regioner.
Med cirka 60 mm långa underarmar är arten en ganska stor medlem i sitt släkte. Extremiteterna och svansen är orange (med undantag av svarta fötter) vad som står i kontrast till den svarta flygmembranen och den svarta svansflyghuden men ibland är några delar av membranen likaså orange. Samma kontrast finns på öronen som är mörk orange med svarta kanter. Pälsen bildas av hår som är ljusbruna vid roten, orange i mitten och ofta svarta vid spetsen. Individen som fångades i Thailand hade ett 3 mm tjockt späcklager på bålen. Slöjnätet var uppställt ovanför ett periodiskt vattendrag.
Exemplaret som användes för artens beskrivning (holotyp) är 68 mm lång (huvud och bål) med en 59 mm lång svans. Djuret har 21 mm stora öron och 42,5 mm långa bakfötter. Artepitet i det vetenskapliga namnet hedrar en herr Herman som hittade holotypen och som var aktiv för ett museum i Amsterdam.
Troligtvis hotas beståndet av landskapsförändringar. Alla exemplar hittades i skyddsområden. IUCN listar arten med kunskapsbrist (DD).